# Buldern
Buldern es un pueblo al oeste de la  Llanura de Münster (Renania del Norte-Westfalia), perteneciente a Dülmen en el centro del Distrito de Coesfeld.
Es conocido, principalmente, a través de la figura literaria del Tollen Bomberg y en la década de 1950, por el Centro de Investigación de Etología del entonces Instituto Max Planck de Biología Marina, donde Konrad Lorenz e Irenäus Eibl-Eibesfeldt realizaron sus investigaciones sobre el comportamiento, especialmente con los Gansos.

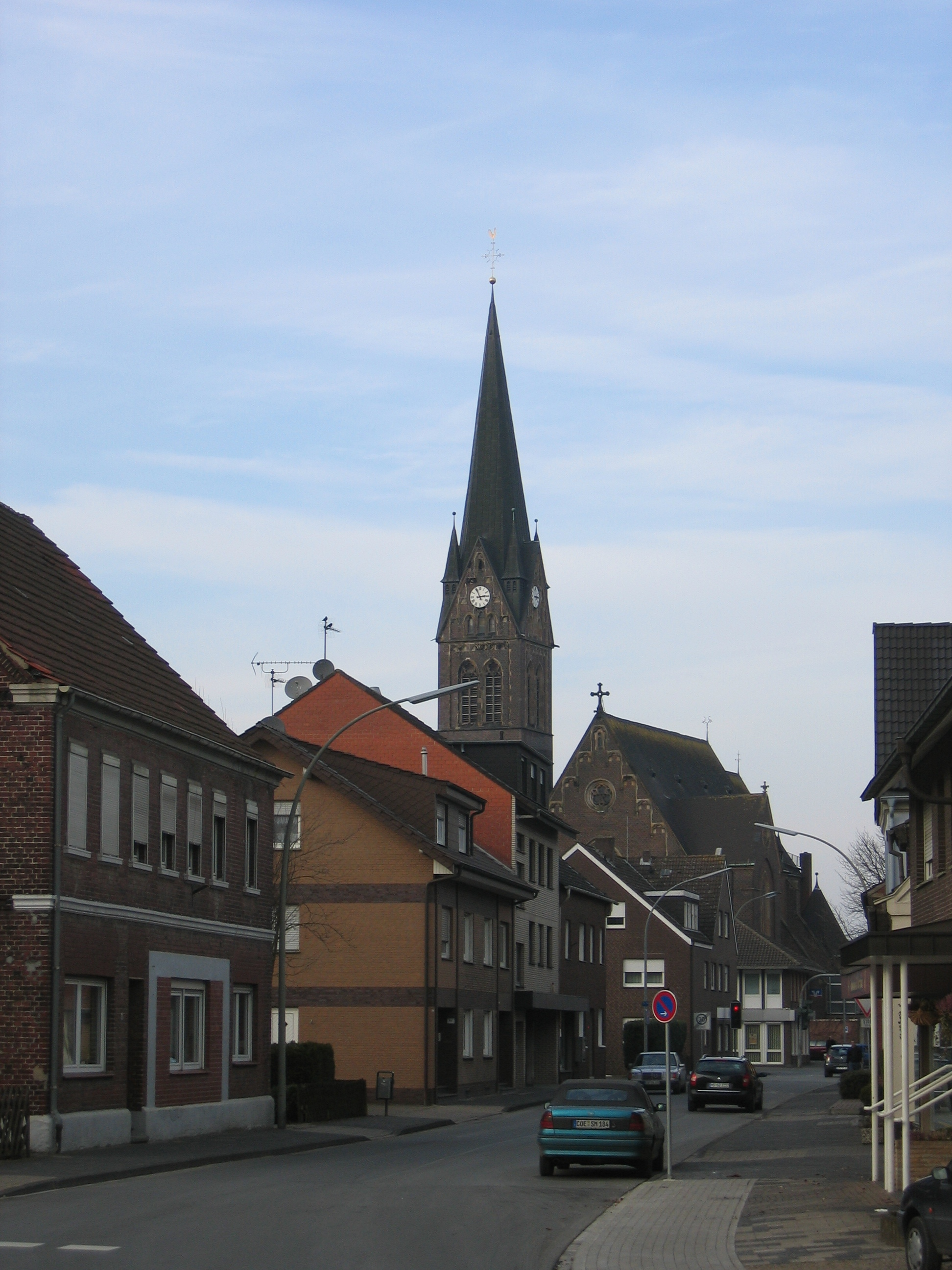
Centro de Buldern

## Cultura y lugares de interés

### Castillo

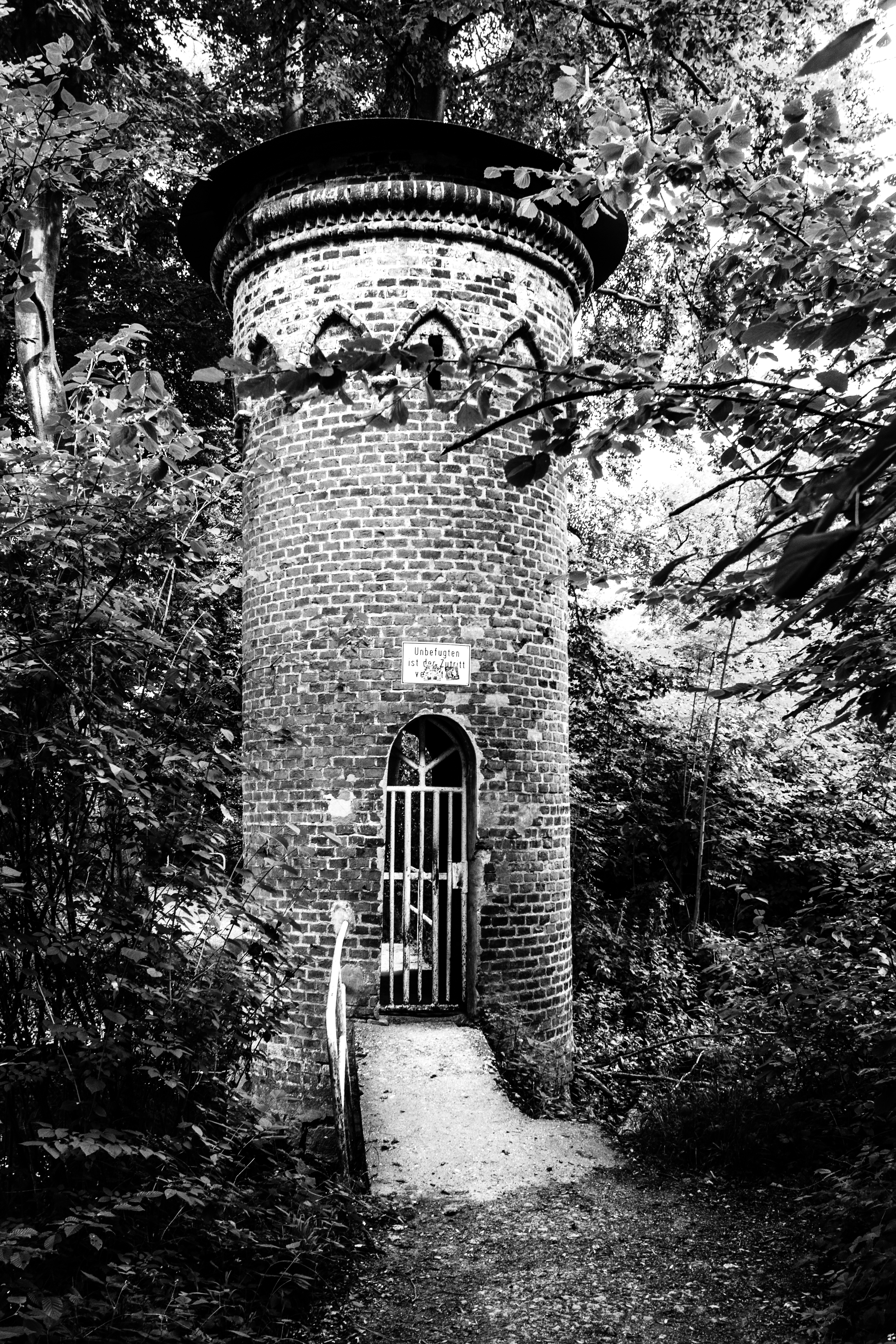
Torre del castillo
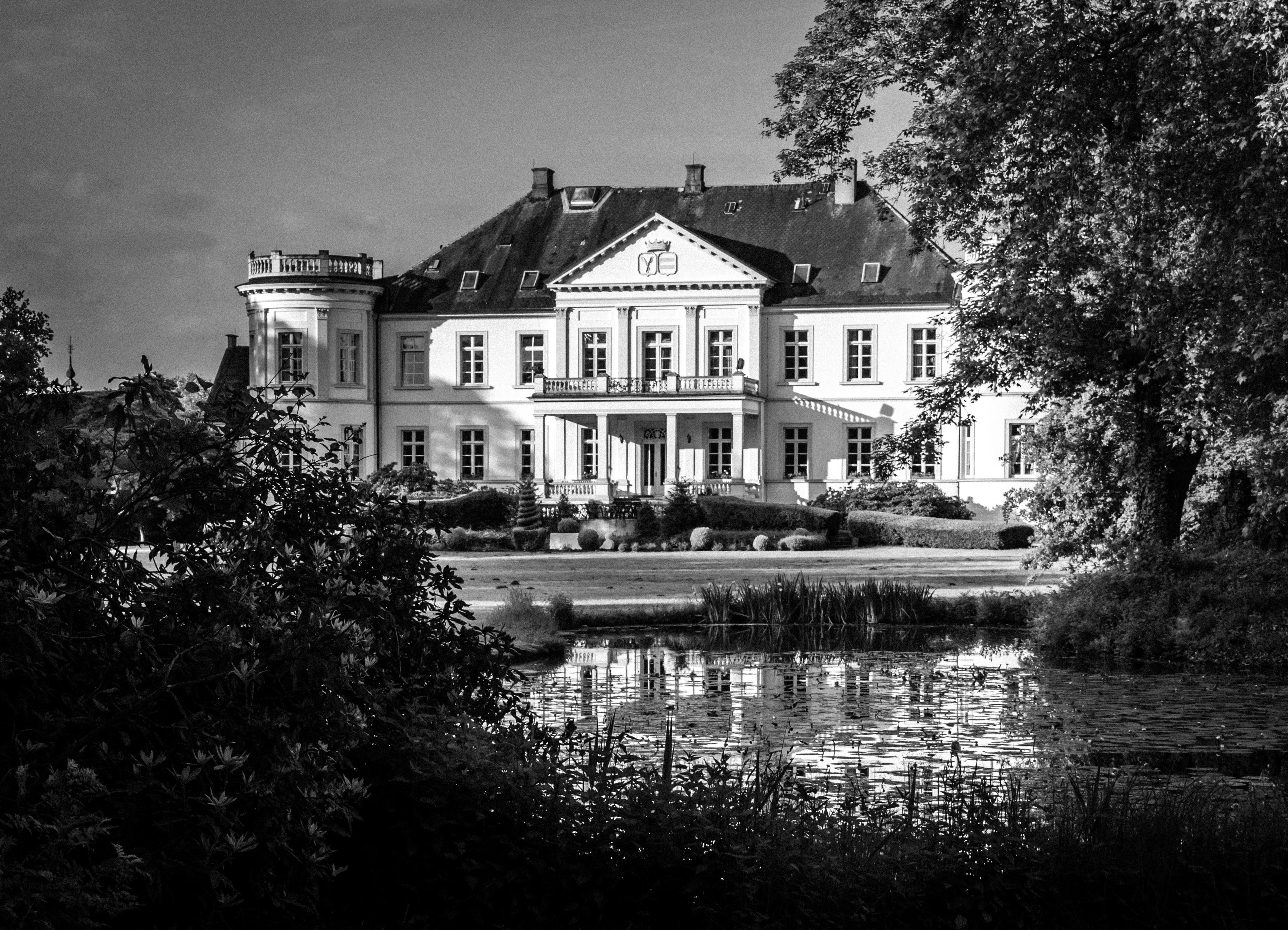
Vista
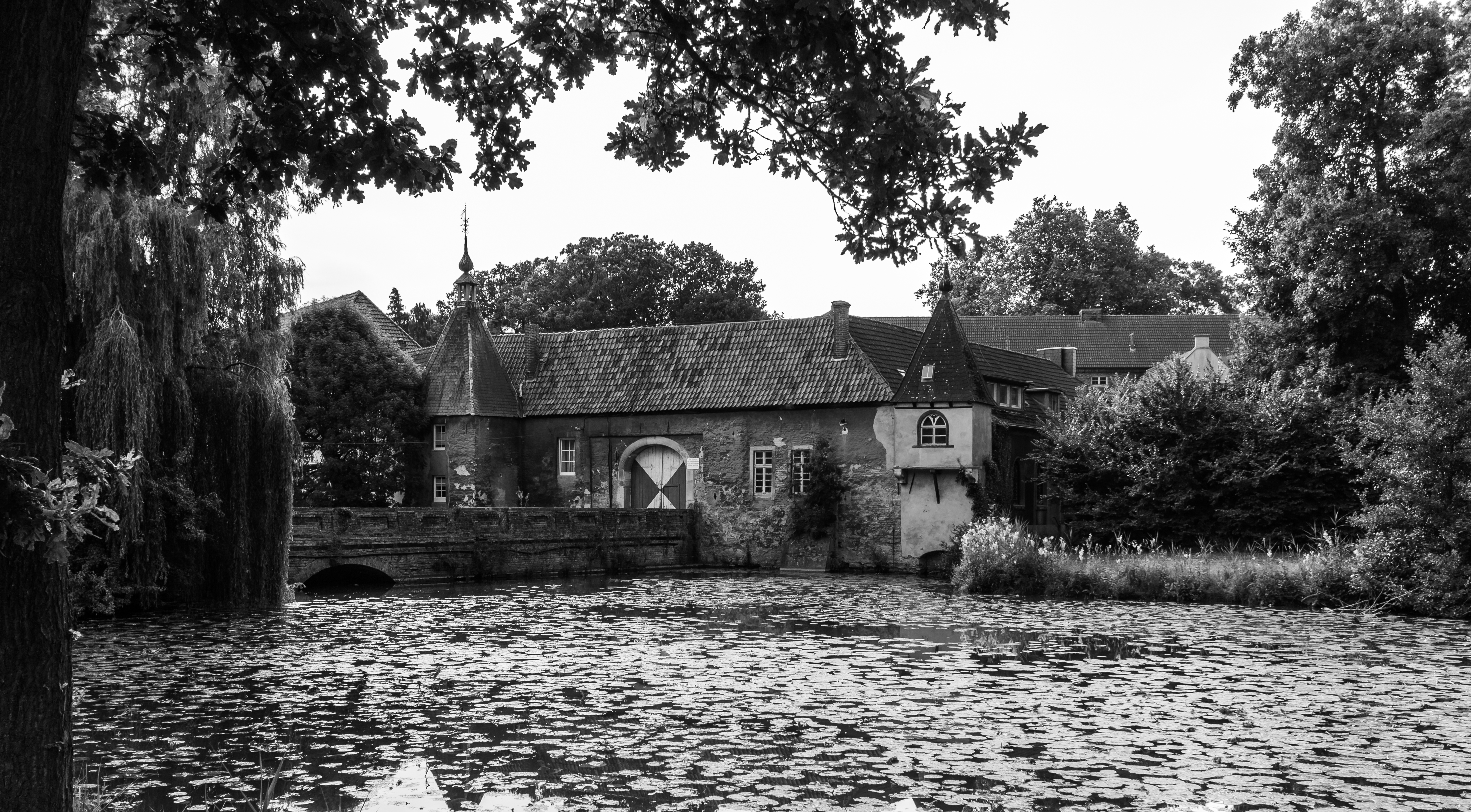
Vista

### Spieker

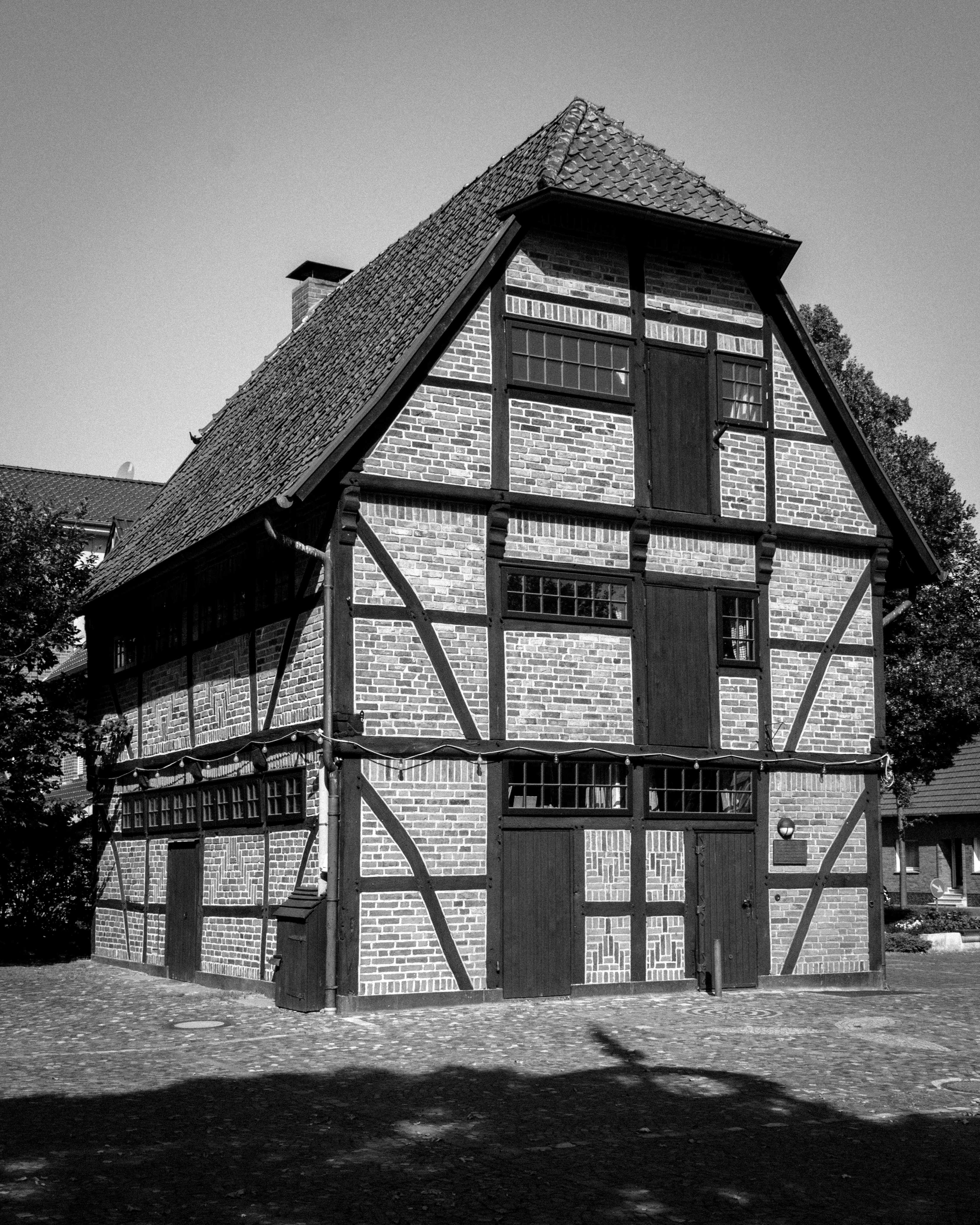
Spieker
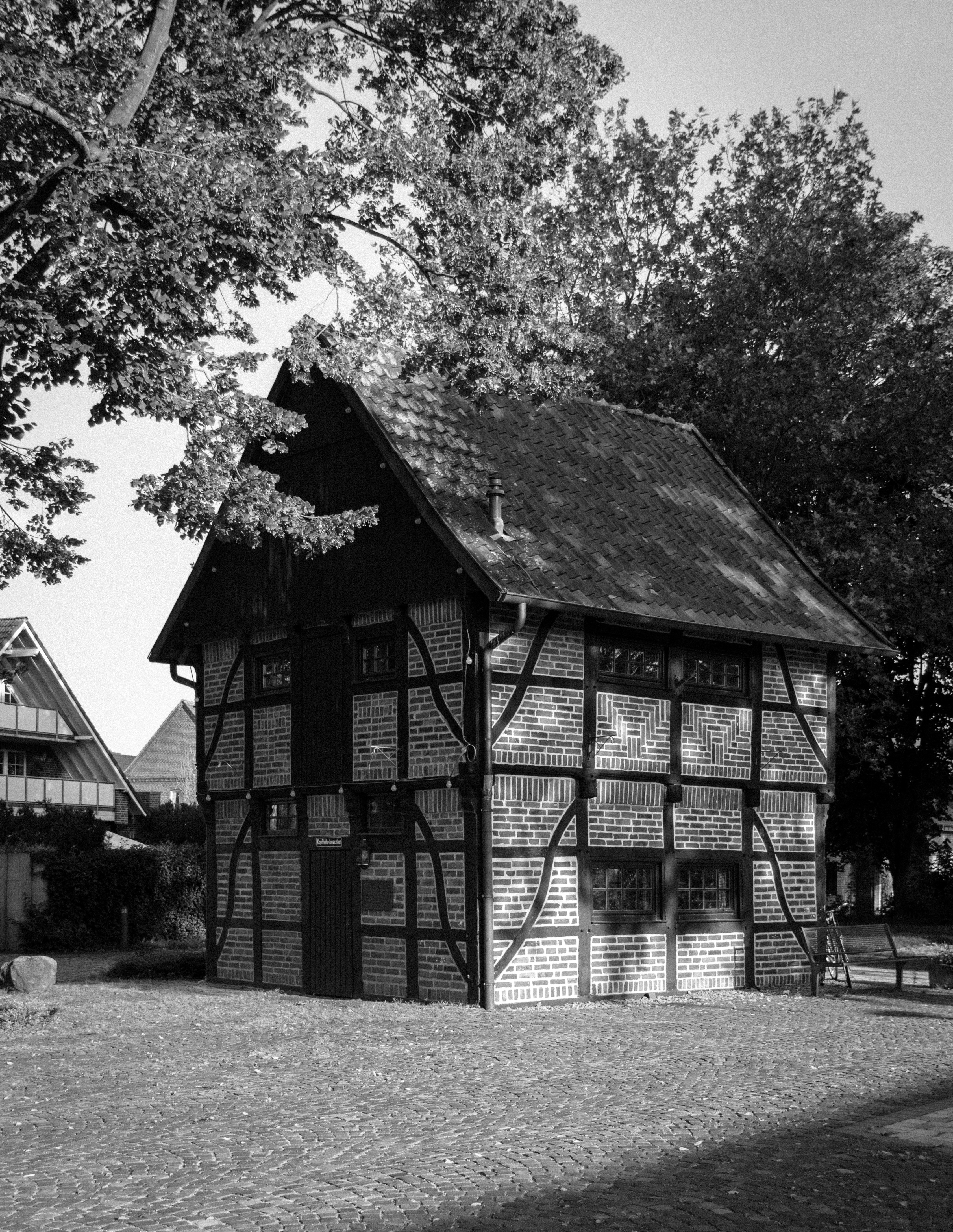
Pequeño spieker
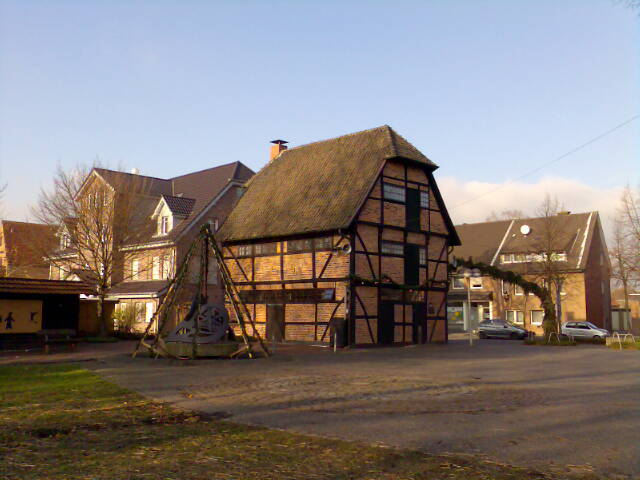
La plaza del pueblo
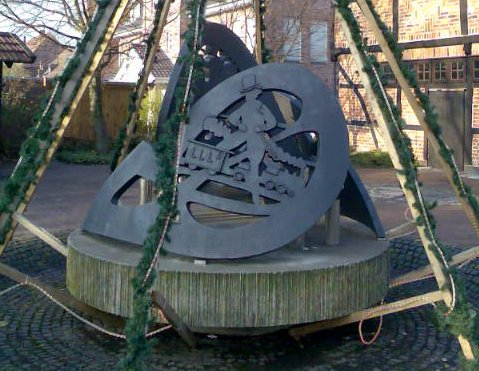
Escultura de Toller Bomberg

### Iglesias

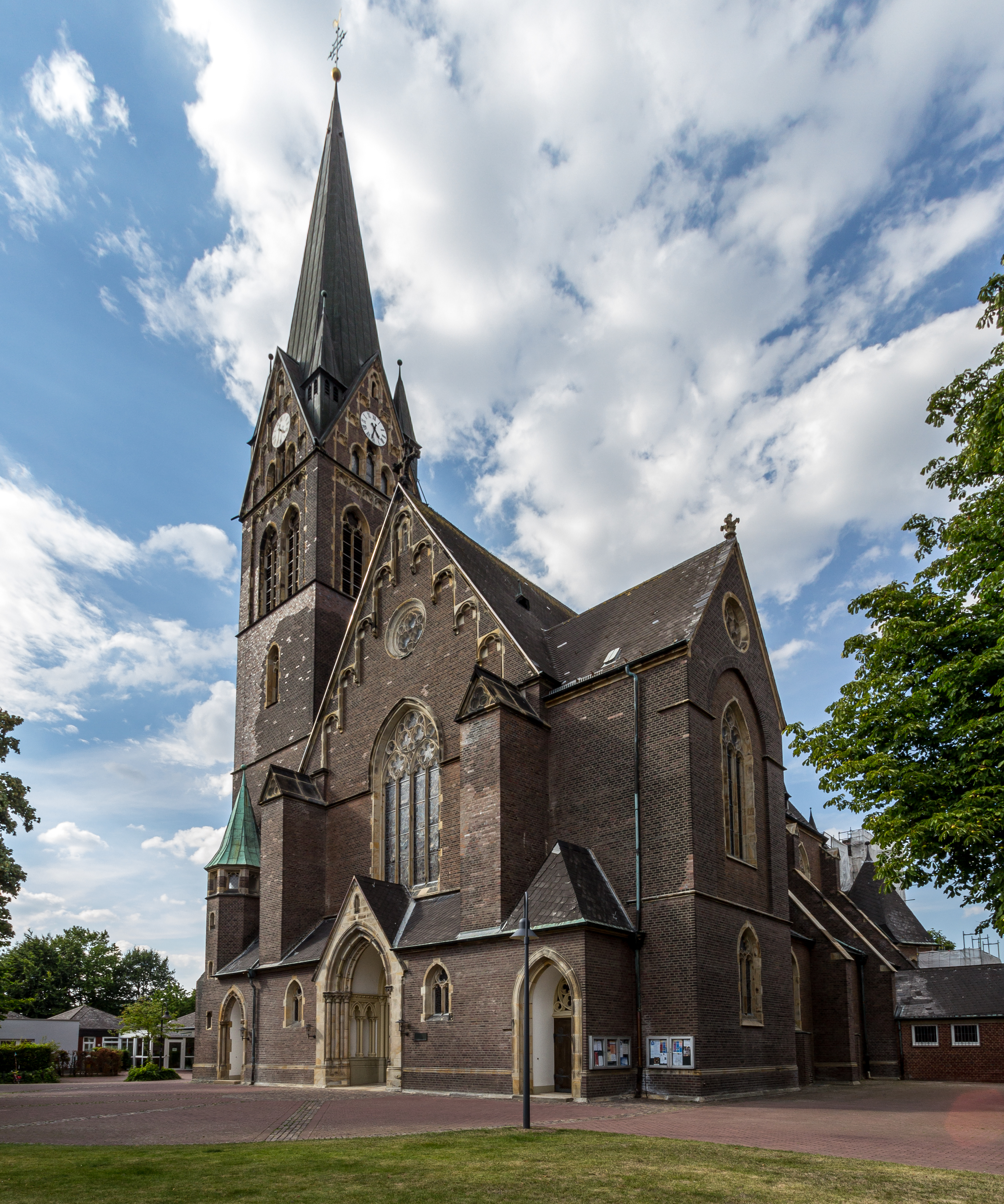
San Pancracio
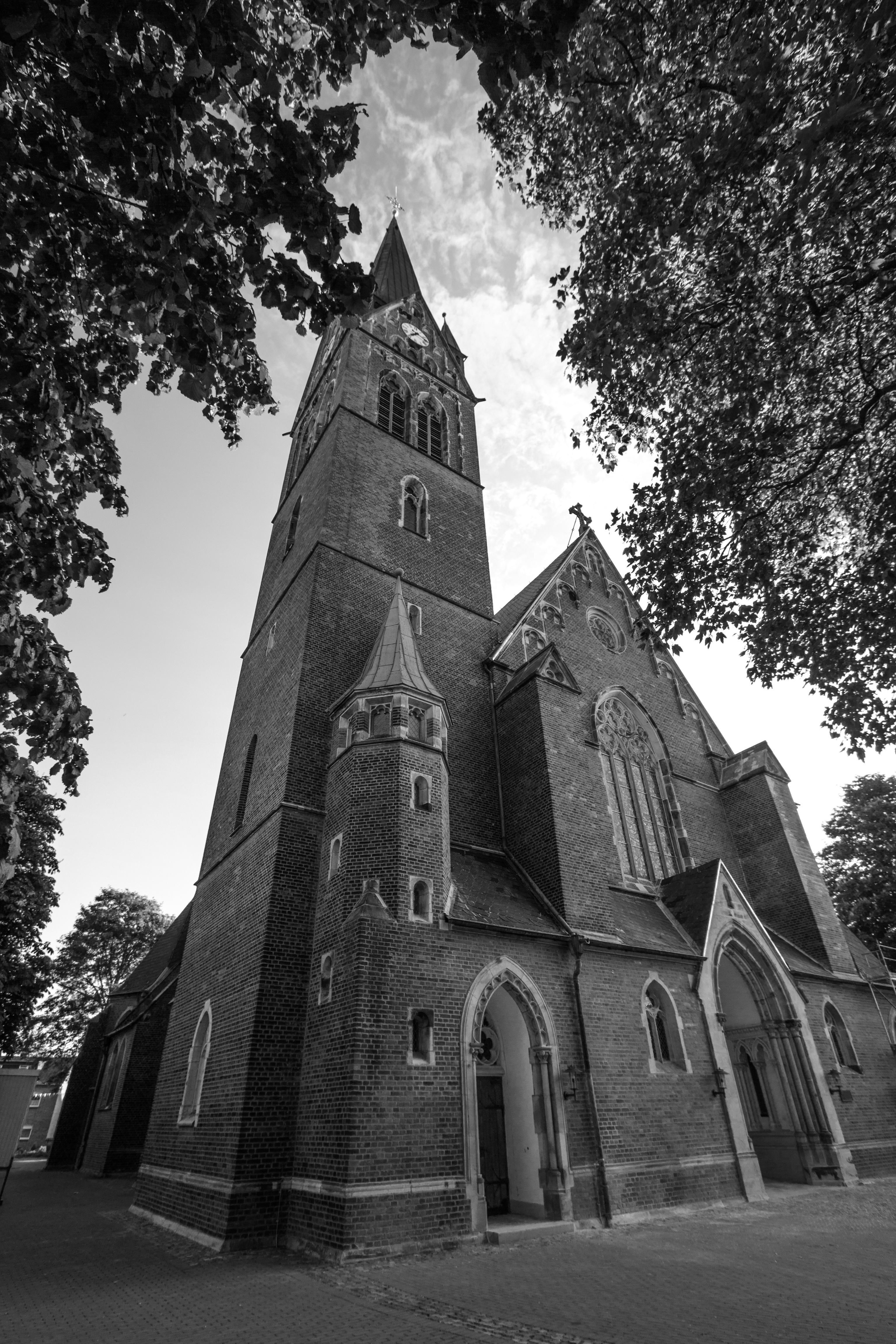
San Pancracio
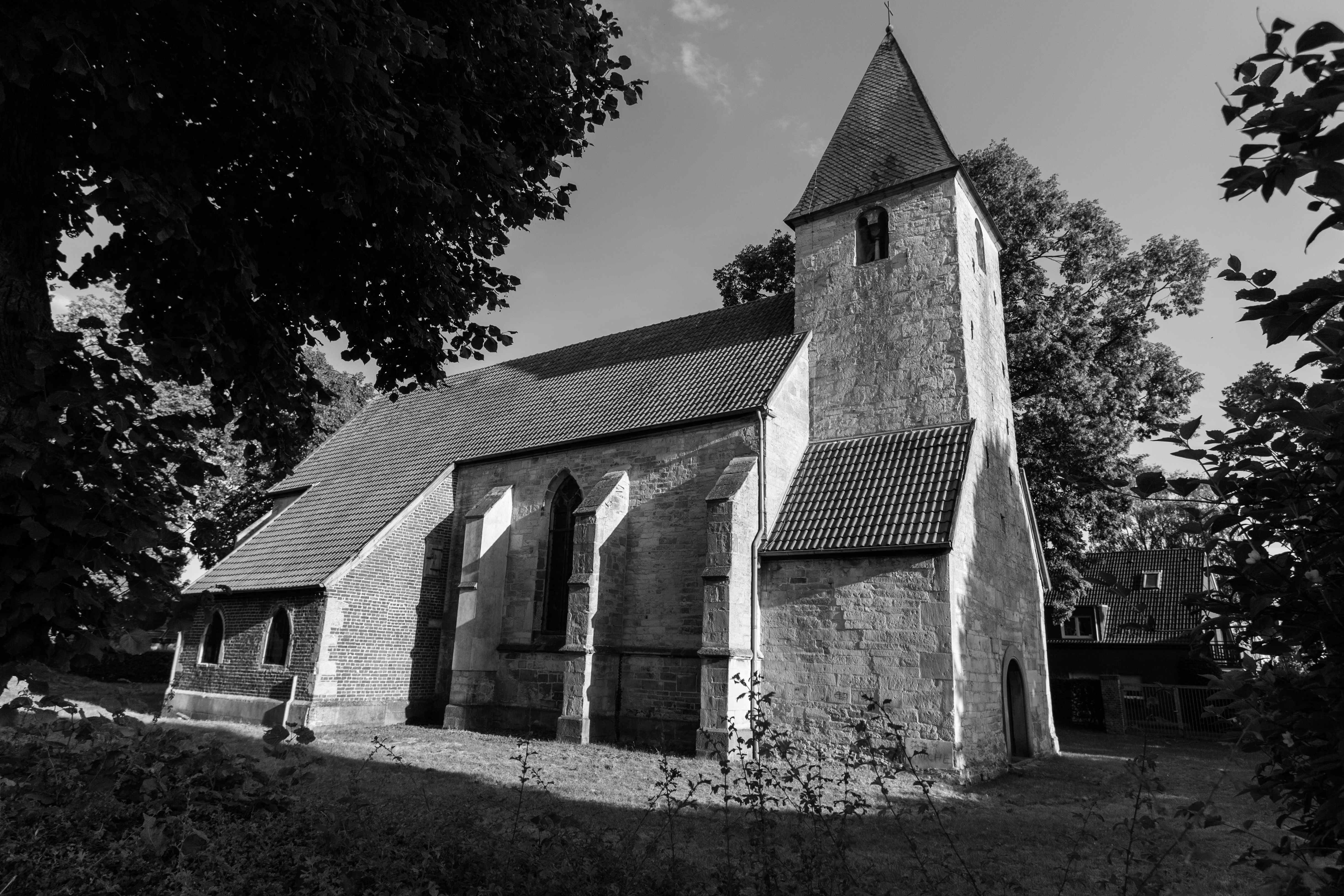
Iglesia Antigua

### Otros

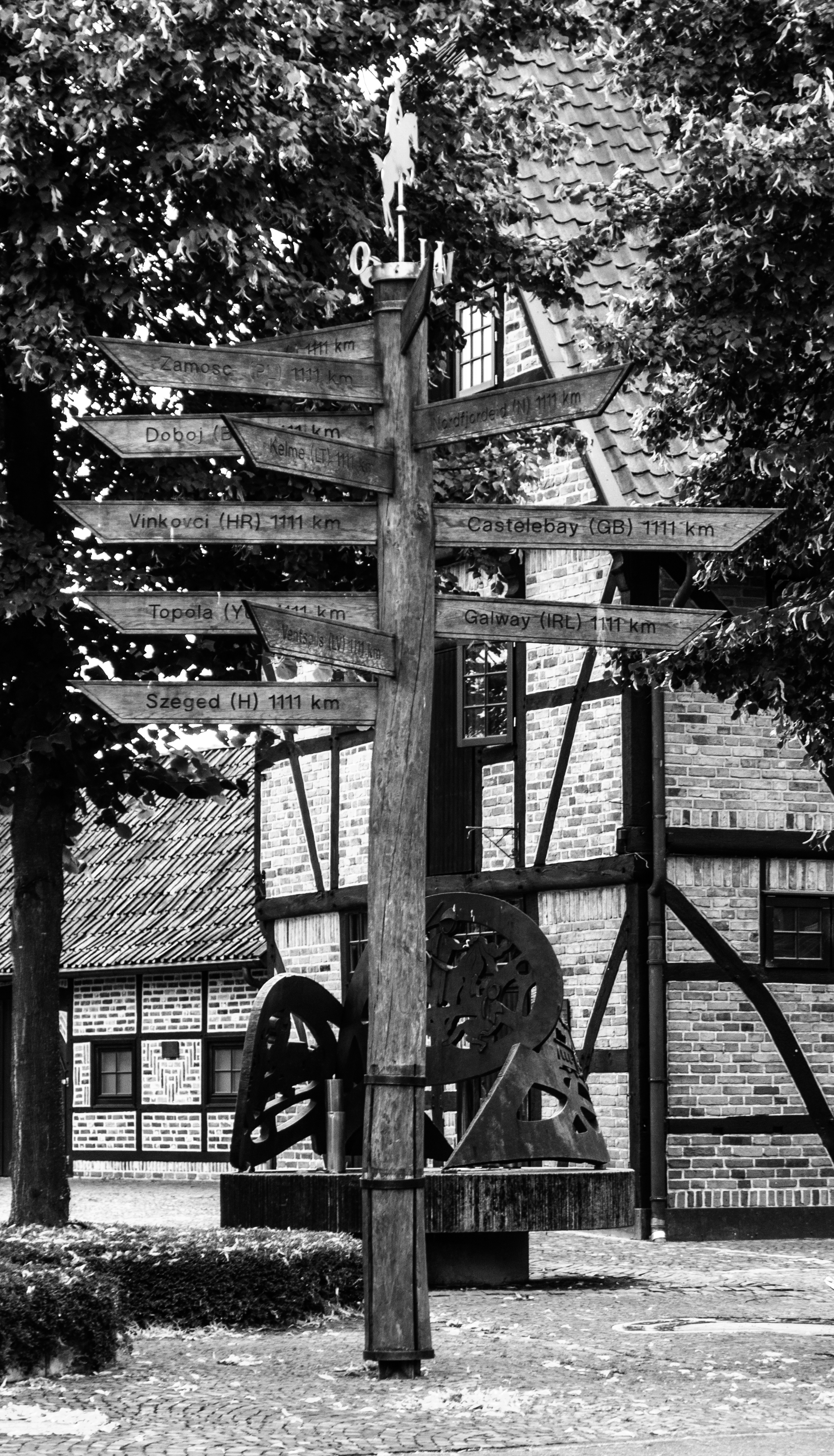
Direcciones en la plaza del pueblo
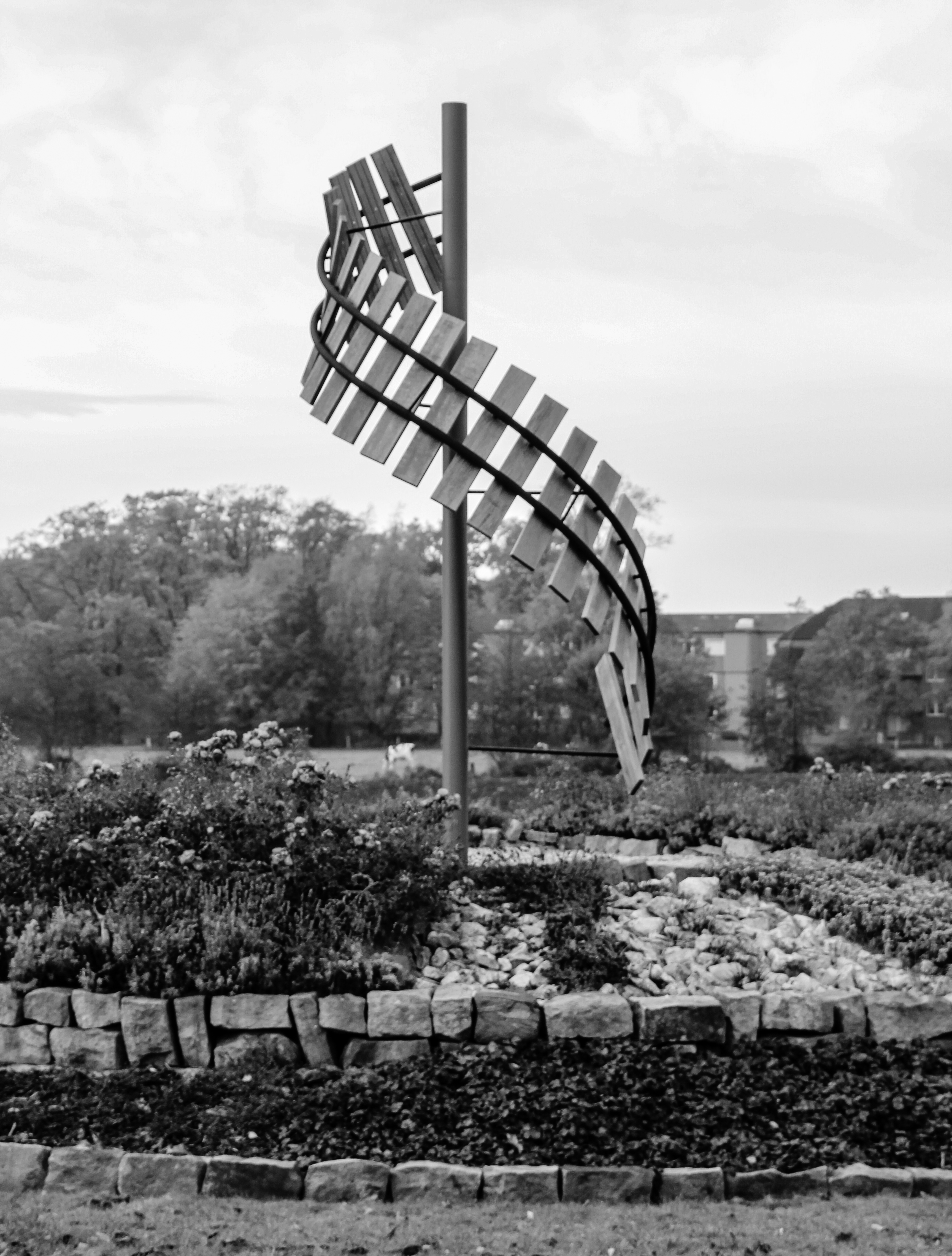
Escultura con un trozo de vía
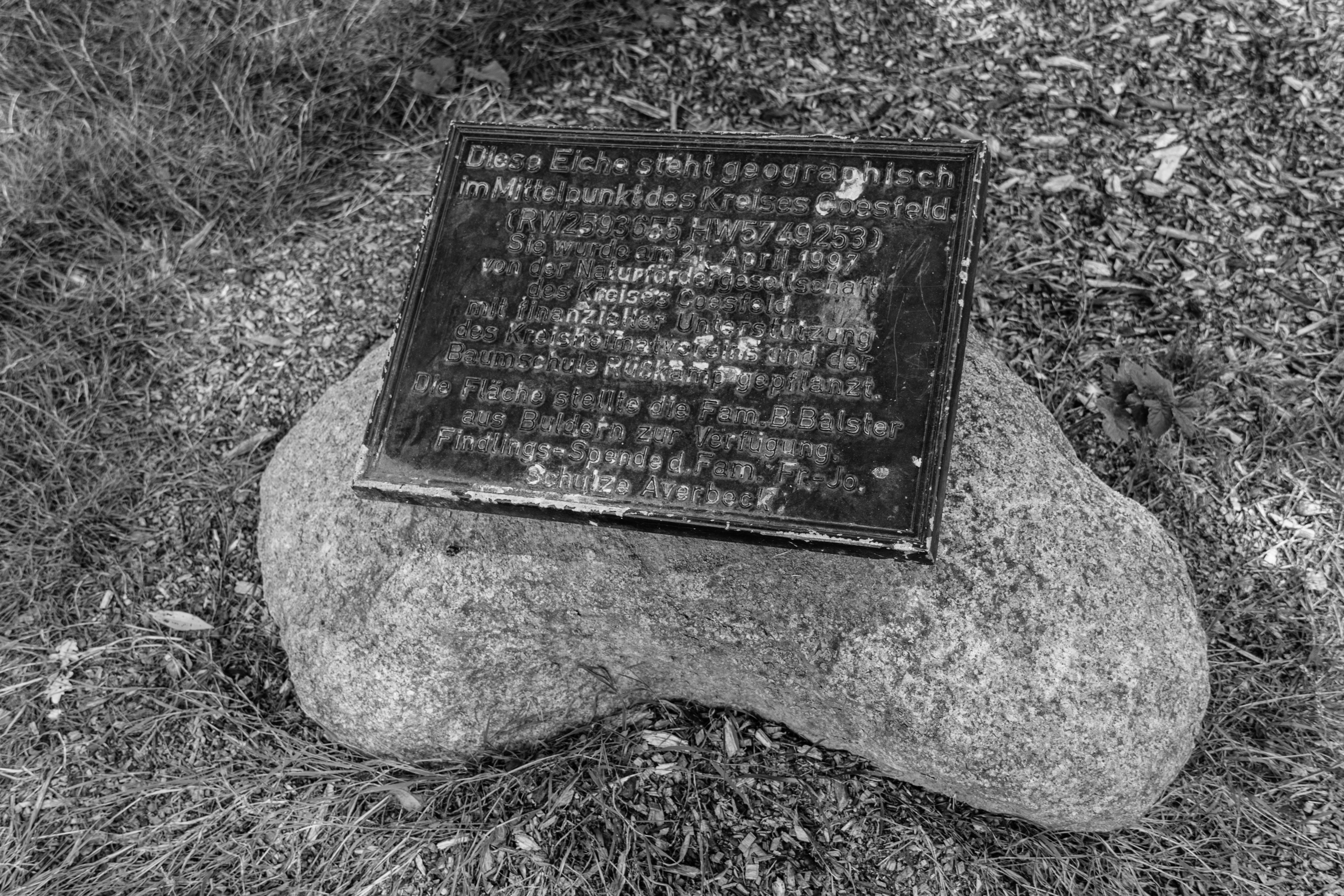
Panel de información
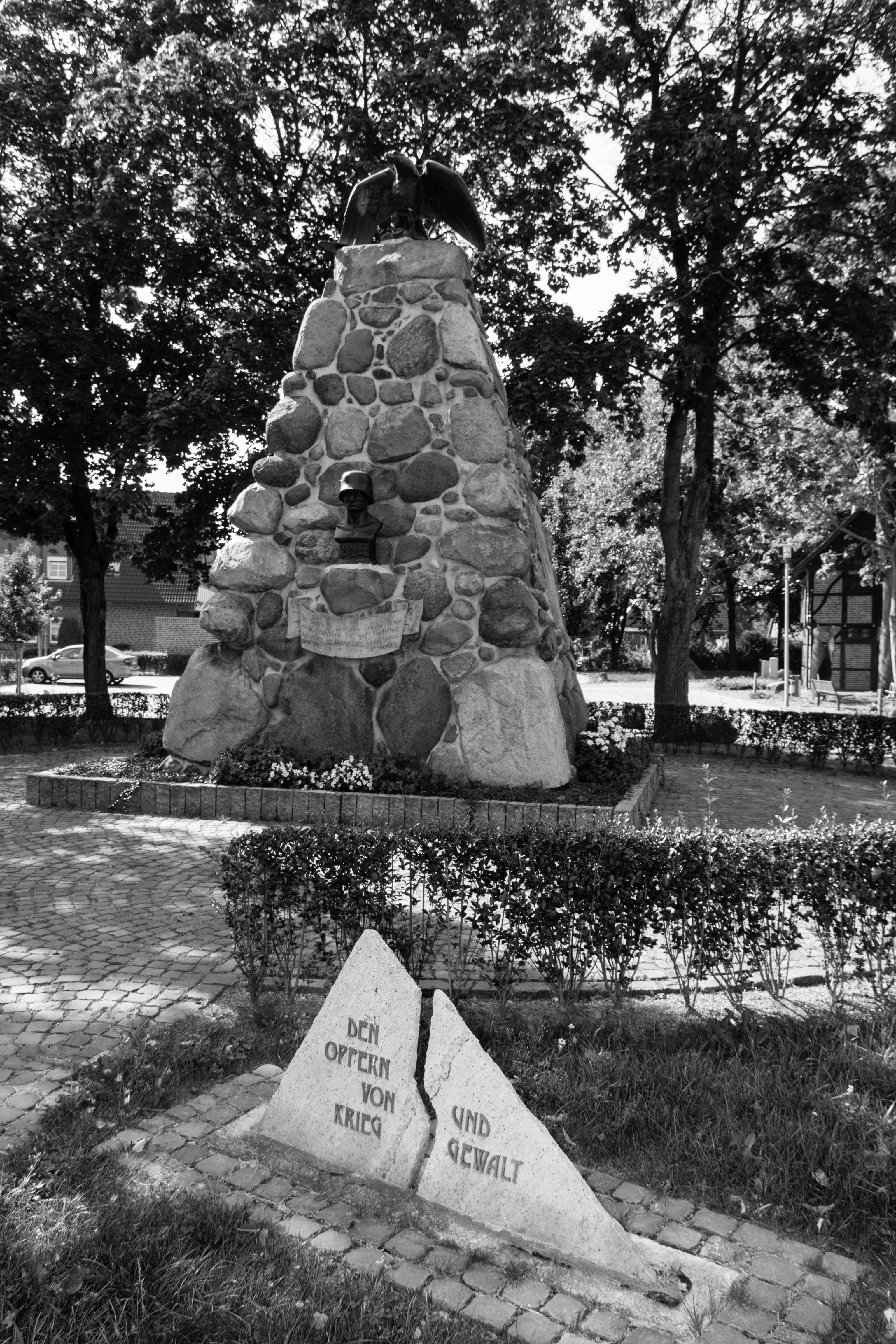
Monumento a los caídos